# Agadem
Agadem est une oasis inhabitée dans le désert du Ténéré en République du Niger, située à 35 kilomètres du mont Chigurin. L’oasis était autrefois le site d’un fort colonial français. Aujourd’hui, il est abandonné et partiellement recouvert de sable,. 